# العلاقات الإيرانية الموزمبيقية
العلاقات الإيرانية الموزمبيقية هي العلاقات الثنائية التي تجمع بين إيران وموزمبيق.

## مقارنة بين البلدين
هذه مقارنة عامة ومرجعية للدولتين:
| وجه المقارنة                                              | إيران                    | موزمبيق          |
| --------------------------------------------------------- | ------------------------ | ---------------- |
| المساحة (كم2)                                             | 1.65 مليون               | 801.59 ألف       |
| عدد السكان (نسمة)                                         | 79.97 مليون              | 29.67 مليون      |
| الكثافة السكانية (ن./كم²)                                 | 48.47                    | 37.01            |
| العاصمة                                                   | طهران                    | مابوتو           |
| اللغة الرسمية                                             | لغة فارسية               | اللغة البرتغالية |
| العملة                                                    | ريال إيراني              | متكال موزمبيقي   |
| الناتج المحلي الإجمالي (بليون دولار)                      | 439.51 مليار             | 12.33 مليار      |
| الناتج المحلي الإجمالي (تعادل القوة الشرائية) بليون دولار | 1.36 تريليون             | 33.35 مليار      |
| الناتج المحلي الإجمالي الاسمي للفرد دولار أمريكي          |                          | 529              |
| الناتج المحلي الإجمالي للفرد دولار أمريكي                 |                          | 1.13 ألف         |
| مؤشر التنمية البشرية                                      | 0.766                    | 0.416            |
| رمز المكالمات الدولي                                      | +98                      | +258             |
| رمز الإنترنت                                              | .ir،                     | .mz              |
| المنطقة الزمنية                                           | ت ع م+03:30، توقيت إيران | ت ع م+02:00      |

## منظمات دولية مشتركة
يشترك البلدان في عضوية مجموعة من المنظمات الدولية، منها:
| علم المنظمة | اسم المنظمة                        | تاريخ انضمام إيران | تاريخ انضمام موزمبيق |
| ----------- | ---------------------------------- | ------------------ | -------------------- |
|             | الاتحاد البريدي العالمي            | ?                  | ?                    |
|             | مؤسسة التنمية الدولية              | 10 أكتوبر 1960     | 24 سبتمبر 1984       |
|             | منظمة حظر الأسلحة الكيميائية       | ?                  | ?                    |
|             | الأمم المتحدة                      | 24 أكتوبر 1945     | 16 سبتمبر 1975       |
|             | وكالة ضمان الاستثمار متعدد الأطراف | 15 ديسمبر 2003     | 23 نوفمبر 1994       |
|             | منظمة الشرطة الجنائية الدولية      | ?                  | ?                    |
|             | مؤسسة التمويل الدولية              | 28 ديسمبر 1956     | 24 سبتمبر 1984       |
|             | المنظمة الهيدروغرافية الدولية      | ?                  | ?                    |
|             | البنك الدولي للإنشاء والتعمير      | 29 ديسمبر 1945     | 24 سبتمبر 1984       |
|             | منظمة التعاون الإسلامي             | ?                  | ?                    |
|             | يونسكو                             | 6 سبتمبر 1948      | 11 أكتوبر 1976       |

## وصلات خارجية
- موقع وزارة الخارجية الإيرانية
- موقع وزارة الخارجية الموزمبيقية